# Asking Alexandria
Asking Alexandria er et engelsk metalcoreband fra York, North Yorkshire. Bandet blev grundlagt i 2008, hvor Ben Bruce kontaktede sine gamle kammerater ved at vende tilbage til England, efter at have været bosat i Dubai.

## Bandmedlemmer
Nuværende medlemmer
- Danny Worsnop – hovedvokal (2008–2015)(2016 -i dag)

- Ben Bruce – hovedguitar, vokal (2008–i dag)
- James Cassells – trommer (2008–i dag)
- Cameron Liddell – rytmeguitar (2008–i dag)
- Sam Bettley – basguitar (2009–i dag)

Tidligere medlemmer
- Denis Shaforostov – hovedvokal (2015–2016)
- Joe Lancaster – basguitar (2008–2009)
- Ryan Binns – keyboard, synthesizer (2008)

## Diskografi
Studiealbum
- Stand Up and Scream (2009)
- Reckless & Relentless (2011)
- From Death to Destiny (2013)